# Lac (okręg Mehedinți)
Lac – wieś w Rumunii, w okręgu Mehedinți, w gminie Voloiac. W 2011 roku liczyła 128 mieszkańców.